# Asolo
Asolo (velenceiül Azol) település Olaszországban, Veneto régióban, Treviso megyében. Lakosainak száma 8916 fő (2023. január 1.). Asolo Castelcucco, Maser, Pieve del Grappa, Altivole, Fonte, Monfumo és Riese Pio X községekkel határos.

## Népesség
A település népességének változása:
| Lakosok száma | 9068 | 9089 | 8916 |
|               | 2017 | 2018 | 2023 |

## Híres személyek
- Giovanni Fietta labdarúgó